# 永田政矩
永田 政矩（ながた まさのり）は、江戸時代の武士、医師。毛利氏家臣で長州藩士・藩医。父は永田政納。同母弟に『閥閲録』を編纂した永田政純がいる。

## 生涯
寛文6年（1666年）、長州藩の藩医・永田政納の長男として生まれる。母は陸奥二本松藩主・丹羽光重の儒臣であった山崎道察の娘で、長州藩士・岩佐圭庵の姪。
元禄14年（1701年）8月23日に父・政納が死去したため、その後を継いで藩医となる。
享保7年（1722年）12月26日に死去。享年57。子の政岑（虎之助、善次郎、意卜）が後を継いだ。